# Saint-André-de-Valborgne
Saint-André-de-Valborgne är en kommun i departementet Gard i regionen Occitanien i södra Frankrike. Kommunen ligger i kantonen Saint-André-de-Valborgne som tillhör arrondissementet Le Vigan. År 2022 hade Saint-André-de-Valborgne 360 invånare.

## Befolkningsutveckling
Antalet invånare i kommunen Saint-André-de-Valborgne
Referens:INSEE